# Tassement du sol
Ne doit pas être confondu avec Compaction du sol ou Compactage de sol.

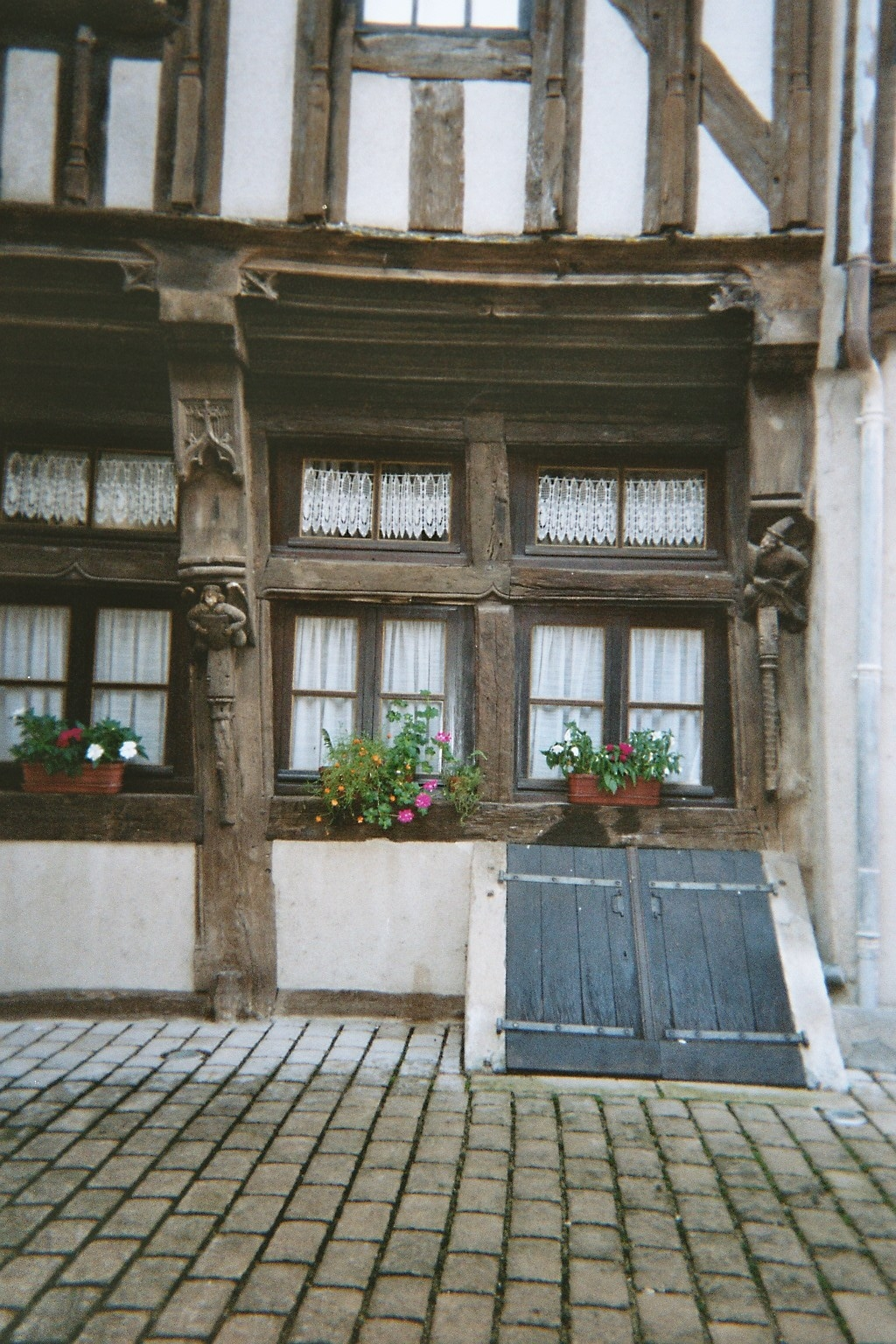
Les phénomènes de tassement du sol se traduisent généralement par des déformations importantes dans les superstructures...

Le tassement du sol est sa déformation verticale due à l'application des contraintes extérieures telles que les remblais, les fondations ou son propre poids.  Il ne faut pas le confondre avec la compaction du sol (appelée aussi tassement du sol) qui peut apparaître à l’occasion de phénomènes naturels (pluies intenses en sols battants), ou être d'origine anthropique (surpiétinement, passages d'engins agricoles).
Les tassements peuvent être uniformes ou différents d’un point à l’autre selon la nature du sol en place. Dans les sols non saturés les tassements  sont presque instantanés mais dans les sols saturés, ils peuvent s’étendre sur quelques secondes dans les sols sableux-graveleux, jusqu’à plusieurs dizaines d’années dans les argiles peu perméables. Pour vérifier la conformité des structures vis-à-vis des conditions de sécurité et de service on doit faire un calcul de tassement.

## Conséquences sur les structures

### Tassements uniformes

Tassement uniformément réparti

Les tassements uniformément repartis affectent peu la structure les mouvements qui en résultent peuvent cependant endommager les services et accessoires tels les conduites d'eau et les passages souterrains.

### Tassements différentiels

Tassement différentiel

Un tassement différentiel est un mouvement d’enfoncement du sol qui n’est pas uniforme. Il peut de ce fait provoquer des dislocations des maçonneries comme l'apparition de fissures. C’est un grave facteur de désordre qui est la plupart du temps irrémédiable.
Même lorsque le sous-sol est assez uniforme, les charges unitaires différentes sur les fondations peuvent provoquer un tassement différentiel très important.

## Causes
Parmi les causes des tassements il y a :
- La dessiccation des couches superficielles : Les périodes de sécheresse font évaporer l’eau naturellement présente dans les sols entraînant, dans certains cas, une réduction de leur volume. Cette réduction n’est jamais uniforme et ce pour diverses raisons telles que : l’hétérogénéité du sol d’assise des fondations, les différences d’ensoleillement selon les façades du bâtiment, la présence de terrasses ou d’ouvrages annexes etc. Le phénomène de dessiccation entraîne un retrait du sol sous l’assise de l’édifice, qui se manifeste par des désordres plus ou moins importants.
- Des désordres analogues peuvent être provoqués par la présence au voisinage immédiat du bâtiment d’arbres dont les racines pompent l’eau jusque sous les fondations, ou par des variations du niveau de la nappe le cas échéant.
- Dans de nombreux cas, l’effet de ces différents facteurs se manifeste sur de longues périodes, rendant difficile la détermination des causes réelles.
- L’affouillement du sol de fondation consécutif à la rupture de réseaux enterrés.
- L’apport de liquides dans les zones au voisinage immédiat du bâtiment agit également sur l’assise des fondations, le sol devient saturé et perd une grande partie de sa résistance mécanique : la reprise des charges n’est plus uniforme et entraîne des tassements différentiels.
- Fondations inadaptées : Le rapport inadéquat entre la pression exercée sur le sol d’assise et la portance du terrain est une cause fréquente de tassement structurel. La présence de sols compressibles ou sous-consolidés est également une cause de graves désordres. Les tassements ne sont pas immédiats et s’opèrent lentement sous l’effet de la descente de charge du bâtiment. La stabilisation des tassements peut prendre de nombreuses années, voire des décennies, pour les sols organiques compressibles.
- Remblais : Les terrains remaniés ou rapportés perdent leur capacité portante ; les tassements différentiels qui en résultent peuvent causer des désordres importants à moyen ou à long terme.
- De nombreuses autres causes peuvent entraîner des désordres aux bâtiments tels que les éboulements et glissements de terrain, la modification des niveaux hydriques dus par exemple à la réalisation d’ouvrages voisins, de drains, de rabattage de nappe etc., la cohabitation de modes de fondation différents, cas d’un bâtiment sur sous-sol et d’un agrandissement sur vide sanitaire,
- L’absence de fondations, cas de certains bâtiments anciens.
- La surcharge de remblais en limite d’une construction, cas d’un rez-de-chaussée surélevé où l’on crée un talus pour porter une terrasse.
- Les vibrations produites par le trafic routier ou par des machines.
- L’hétérogénéité du niveau de consolidation des différents sols constituant l’assise d’un même bâtiment.

## Tassements par retrait-gonflement

Tassement par retrait et gonflement

Le retrait par dessiccation des sols argileux lors d’une sécheresse prononcée et/ou durable produit des déformations de la surface du sol (tassements différentiels). Il peut être suivi de phénomènes de gonflement au fur et à mesure du rétablissement des conditions hydrogéologiques initiales ou plus rarement de phénomènes de fluage avec ramollissement.
La nature du sol est un élément prépondérant : les sols argileux sont a priori sensibles, mais en fait seuls certains types d’argiles donnent lieu à des variations de volume non négligeables. La présence d’arbres ou d’arbustes au voisinage de constructions constitue un facteur aggravant en raison de l’absorption de l’eau du sol par les racines.
Une sécheresse durable, ou simplement la succession de plusieurs années déficitaires en eau, sont nécessaires pour voir apparaître ces phénomènes.

## Tassements des sols grossiers
Dans des sols de type grenus, le tassement du aux charges des structures ou des bâtiments est un phénomène rapide, voire quasi immédiat. En effet, les réarrangements entre les grains de sol, s’effectuent aussitôt que les charges sont appliquées. Les tassements ainsi obtenus sont généralement considérés comme un comportement quasi élastique.

## Tassements des sols fins
Par contre, les mêmes charges appliquées à des sols cohérents à grains fins et saturés (argiles, limons,…), vont provoquer un tassement à plus long terme. En effet, l’eau présente dans le matériau mettra beaucoup de temps à être évacuée. Elle subira d’abord un phénomène de surpression avant de s’évacuer par les pores du sol et de permettre à la structure du terrain de se déformer. Ces tassements à long terme des sols cohésifs sous des charges constantes, sont appelés tassements de « consolidation ».
Les sols fins présentent une faible perméabilité, par conséquent l’évacuation des pressions interstitielles est un processus très lent,
qui peut s’étendre sur une durée relativement importante selon la distance à parcourir. Pour exemple, un sol composé de 10m d’argile saturée mettra environ 30 ans à tasser sous une surcharge.

## Calculs des tassements

### Tassements primaires
Le tassement total d’un sol se décompose en tassement primaire et tassement secondaire. Le tassement primaire a deux composantes, un tassement immédiat et un tassement différé associé à la consolidation. D’où la formule globale :
{\displaystyle S_{\mathrm {t} }=S_{\mathrm {p} }+S_{\mathrm {s} }=S_{\mathrm {i} }+S_{\mathrm {c} }+S_{\mathrm {s} }}.
Par définition, le tassement immédiat est indépendant du temps, tandis que les tassements de consolidation et le tassement secondaire sont des fonctions du temps. En général, le tassement immédiat est évalué en se basant sur la théorie d’élasticité. Le tassement de consolidation se produit dans les sols à grains fins présentant un  faible coefficient de perméabilité. La vitesse de tassement dépend du taux d’évacuation de l’eau interstitielle c.à.d de la perméabilité. Dans ces conditions, le tassement de consolidation peut se prolonger pendant des mois, des années ou même des dizaines d’années. Le tassement secondaire se produit à contrainte effective constante, sans variation de la pression interstitielle, on le définit alors comme un phénomène de fluage du sol.
On peut faire un calcul global du tassement en considérant la variation des caractéristiques mécaniques du sol en fonction de l’état de contrainte. Pour un élément de volume parallélépipédique, de hauteur {\displaystyle \mathrm {d} z}, le tassement infinitésimal sous la contrainte verticale appliquée {\displaystyle \sigma _{z}} est donné par :
{\displaystyle \mathrm {d} s={\frac {\sigma _{z}\,\mathrm {d} z}{E'}}}
où {\displaystyle E'} est une caractéristique mécanique du matériau appelée module œdométrique, dépendant à la fois de la profondeur {\displaystyle z} et de la contrainte {\displaystyle \sigma _{z}}. En un point donné de profondeur {\displaystyle z_{0}}, le tassement est donc :
{\displaystyle S(z_{0})=\int _{z_{0}}^{\varpi }{\frac {\sigma _{z}(z)}{E'(z)}}\mathrm {d} z}.
Pour un sol constitué d’une seule couche de faible épaisseur égale à {\displaystyle 2\,h}, on pourra admettre que le module œdométrique {\displaystyle E'} est constant et que la répartition de la contrainte verticale {\displaystyle \sigma _{z}} est linéaire. Dans ces conditions, le tassement de la couche est donné par :
{\displaystyle S={\frac {h\,(\sigma _{z1}+\sigma _{z2})}{E'}}}
où {\displaystyle \sigma _{z1}} est la contrainte verticale due à la surcharge à la surface de la couche et {\displaystyle \sigma _{z2}} la contrainte verticale due à la surcharge à la base de la couche. Dans le cas général d'un massif multi-couches ou d’une seule couche de grande épaisseur, le calcul pratique des tassements se fait de telle sorte que l’on puisse admettre pour chaque couche une répartition linéaire de {\displaystyle \sigma _{z}} et un module œdométrique {\displaystyle E'} constant. Le tassement global est enfin la somme des tassements de l’ensemble des couches.

### Tassements instantanés
Dans les milieux saturés, on peut admettre que ce tassement se produit à volume constant. On peut le calculer on se basant sur les formules de Boussinesq. À titre d’exemple, au voisinage d'une semelle flexible uniformément chargée, le tassement est donné par :
{\displaystyle S_{i}=qB{\frac {1-\nu ^{2}}{E}}I}
Dans laquelle on prendra  {\displaystyle \nu =0,5}. B est la dimension caractéristique de la semelle. Le coefficient d’influence {\displaystyle I} dépend de la forme de la semelle et de la position du point de calcul. 
| Formes de la semelle | Dimensions | Coefficient d'influence | Coefficient d'influence | Coefficient d'influence |
| Formes de la semelle | Dimensions | Centre                  | Coin                    | Moyenne                 |
| -------------------- | ---------- | ----------------------- | ----------------------- | ----------------------- |
| Carrée               | -          | 1,12                    | 0,56                    | 0,95                    |
| Rectangulaire        | L/B=2      | 1,53                    | 0,77                    | 1,3                     |
| Rectangulaire        | L/B=3      | 1,78                    | 0,89                    | 1,52                    |
| Rectangulaire        | L/B=5      | 2,10                    | 1,05                    | 1,83                    |
| Rectangulaire        | L/B=10     | 2,58                    | 1,29                    | 2,25                    |
| Circulaire           | -          | 1,0                     | 0,64                    | 0,85                    |